# Château de Vanans
Le château de Vanans est situé sur la commune de Saint-Didier-sur-Chalaronne, en France.

## Situation
Le château est situé dans le département de l'Ain sur la commune de Saint-Didier-sur-Chalaronne, en région Auvergne-Rhône-Alpes. 

## Description
Le château de Vanans est entouré par un parc boisé d'arbres centenaires et traversé par un ru, le Merdelon. À l'ouest, il se présente comme une bâtisse rectangulaire à toit à quatre pans, flanquée de deux tours en retrait. La partie centrale est délimitée par deux tourelles circulaires aux toits en poivrière. Elle comporte deux étages dominés par une fenêtre centrale à fronton triangulaire, les tours d'angle, rectangulaires, s'ornent à l'étage supérieur d'un oculus quadrilobé.

## Historique
Le château actuel date du XIXe siècle. Il fut la propriété de la famille de Souvigny avant d'être acheté au début du XXe siècle par la famille Billioud-
Rimaud,,. 